# Station Higashi-Kakogawa
Higashi Kakogawa (東加古川駅,  Higashi-Kakogawa-eki) is een spoorwegstation in de Japanse stad Kakogawa, in de prefectuur Hyōgo. Het wordt aangedaan door de JR Kobe-lijn. Het station heeft één eilandperron en één zijperron.

## Treindienst

### JR West
| 1   | ■ JR Kobe-lijn | richting Himeji, Aioi, Banshu-Ako en Okayama (via de Sanyo-lijn) |
| 2,3 | ■ JR Kobe-lijn | richting Sannomiya, Amagasaki en Osaka                           |

## Geschiedenis
Het station werd in 1961 geopend.

## Overig openbaar vervoer
Er bevindt zich een busstation nabij het station, waar zowel stadsbussen (voor Kakogawa) als langeafstandsbussen stoppen.

## Stationsomgeving
- Stations Hamanoyama en Befu aan de Sanyo-hoofdlijn.
- Kakogawa Saty (warenhuis)
- Warner Mycal Cinemas (bioscoop)
- Hyogo-Universiteit (niet te verwarren met de Universiteit van Hyogo)
- Autoweg 2
- Higashi-Kakogawa-ziekenhuis
- Shin-Kakogawa-ziekenhuis
- FamilyMart

(Tōkaidō-lijn<<) · Ōsaka · Tsukamoto · Amagasaki · Tachibana · Koshienguchi · Nishinomiya · Sakura-Shukugawa · Ashiya · Konan-Yamate · Settsu-Motoyama · Sumiyoshi · Rokkomichi · Nada · Sannomiya · Motomachi · Kōbe · Hyōgo · Shin-Nagata · Takatori · Suma-Kaihinkōen · Suma · Shioya · Tarumi · Maiko · Asagiri · Akashi · Nishi-Akashi · Okubo · Uozumi · Tsuchiyama · Higashi-Kakogawa · Kakogawa · Hoden · Sone · Himeji-Bessho · Gochaku · Himeji · (>>Sanyō-lijn) 

Wadamisaki-lijn: Hyōgo · Wadamisaki